# Packhusdödsbud
Packhusdödsbud (Blaps mucronata) är en skalbaggsart som beskrevs av Pierre André Latreille 1804. Packhusdödsbud ingår i släktet Blaps, och familjen svartbaggar. Arten är tillfälligt reproducerande i Sverige.